# 球面科学展示系统

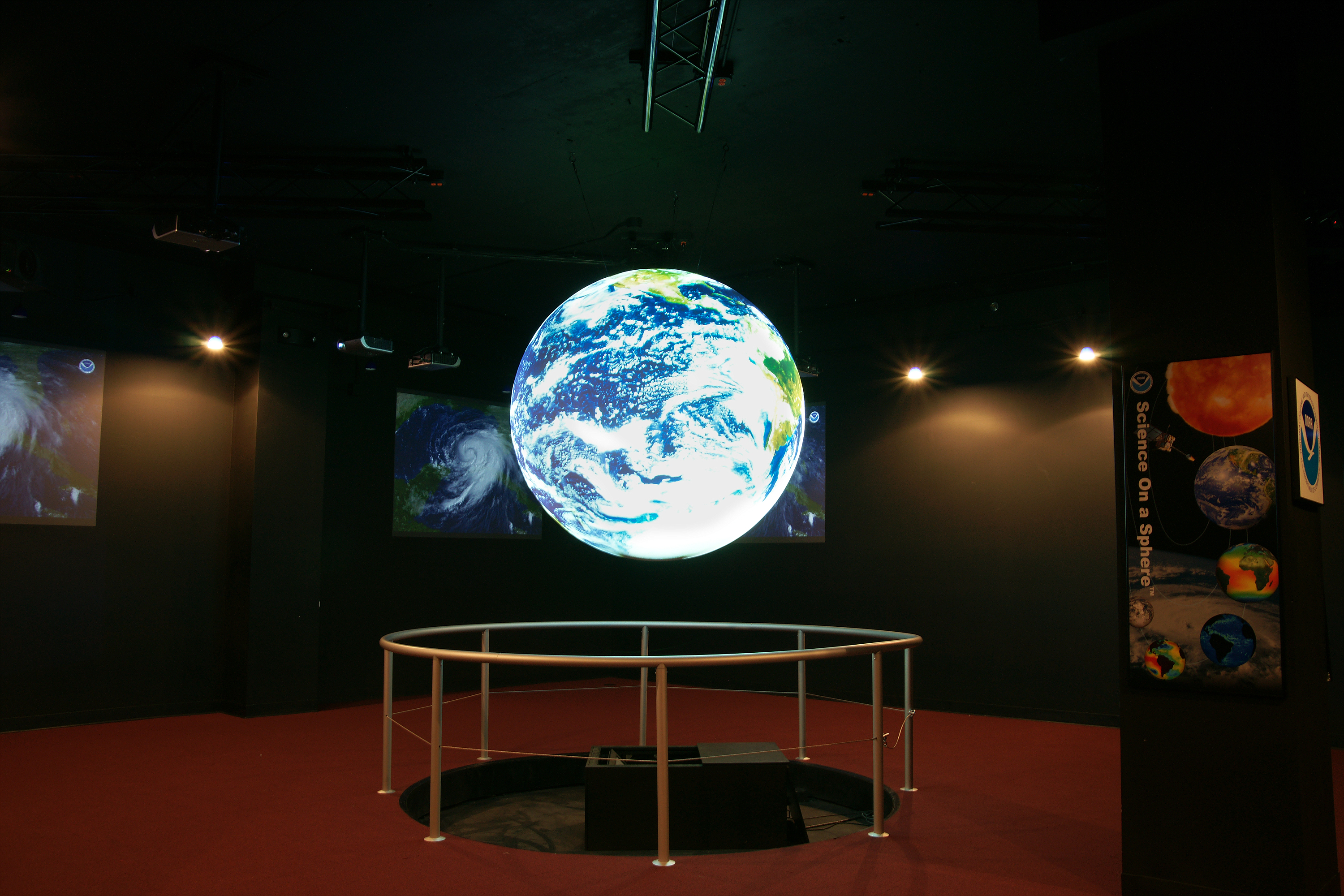
位在美國科羅拉多州博爾德的NOAA地球系統研究實驗室的 Planet Theater 內所設的Science on a Sphere。

球面科学展示系统（英語：Science On a Sphere，简称SOS，中文官方網站翻譯為小球大世界）是由NOAA開發的球體投影系統。這個系統可讓高解析度影像投影在懸掛著的球體螢幕，主要是針對顯示全地球變化影像設計，在表現地球環境變化上比傳統平面螢幕有更好的表現。該系統可將大氣風暴、氣候變化和海洋溫度觀測資料顯示在球體螢幕上以解釋複雜的地球環境過程。SOS系統主要裝在科學博物館、大學和研究機構，雖然已經有新用途可應用。
目前全世界已有超過100個博物館裝設。

## 裝設位置
球面科学展示系统目前裝設在美國各地多個科學博物館、動物園、水族館和NASA的遊客中心。美國以外目前有台灣、韓國、法國、芬蘭、墨西哥、中國裝設。裝設位置仍在增加中：
| 裝設地點                              | 所在城市                            | 裝設時間   |
| ------------------------------------- | ----------------------------------- | ---------- |
| NOAA 地球系統研究實驗室               | 科羅拉多州伯爾德                    |            |
| 音樂體驗科幻博物館與搖滾名人堂        | 華盛頓州西雅圖                      | 2004年5月  |
| Nauticus，美國國家海事中心            | 維吉尼亞州諾福克                    | 2005年5月  |
| 明尼蘇達州科學博物館                  | 明尼蘇達州聖保羅                    | 2006年1月  |
| 夏威夷比夏博物館                      | 夏威夷州檀香山                      | 2006年2月  |
| 創新科技博物館                        | 加利福尼亞州聖荷西                  | 2006年3月  |
| 馬里蘭科學中心                        | 馬里蘭州巴爾的摩                    | 2006年4月  |
| NASA 戈达德太空飞行中心遊客中心       | 馬里蘭州綠帶                        | 2006年4月  |
| 雷灣國家海洋庇護區                    | 密西根州阿爾皮納                    | 2006年6月  |
| 夏威夷艾米洛天文中心                  | 夏威夷州希洛                        | 2006年11月 |
| 詹姆斯·麦迪逊大学                     | 維吉尼亞州哈里森堡                  | 2006年11月 |
| 麥克萬科學中心                        | 阿拉巴馬州伯明罕                    | 2007年2月  |
| 費斯克天文館和科羅拉多大學科學中心    | 科羅拉多州博爾德                    | 2007年3月  |
| 奧蘭多科學中心                        | 佛羅里達州奧蘭多                    | 2007年5月  |
| 芝加哥科學工業博物館                  | 伊利諾州芝加哥                      | 2007年6月  |
| NOAA 國家劇烈風暴實驗室               | 奧克拉荷馬州諾曼                    | 2007年8月  |
| Ocean Explorium                       | 麻薩諸塞州新伯福                    | 2007年12月 |
| 克拉克天文館                          | 猶他州鹽湖城                        | 2008年3月  |
| 勞倫斯科學中心                        | 加利福尼亞州柏克萊                  | 2008年4月  |
| 國立自然科學博物館                    | 台灣台中市                          | 2008年5月  |
| 果川國立科學博物館                    | 韓國果川市                          | 2008年6月  |
| 美國能源部再生性能源實驗室            | 科羅拉多州高登                      | 2008年7月  |
| 國立自然歷史博物館                    | 華盛頓特區                          | 2008年7月  |
| International Museum of Art & Science | 德克薩斯州麥卡倫                    | 2008年8月  |
| 微軟遊客中心                          | 華盛頓州雷德蒙德                    | 2008年8月  |
| 泰德·史蒂文斯海洋研究所               | 阿拉斯加州朱諾                      | 2008年9月  |
| 瓦勒普斯飛行站遊客中心                | 維吉尼亞州瓦勒普斯島                | 2008年11月 |
| National Museum of Surveying          | 伊利諾州春田市                      | 2008年11月 |
| 布恩肖夫特發現博物館                  | 俄亥俄洲代頓                        | 2008年12月 |
| 氣候研究所                            | 墨西哥普埃布拉                      | 2008年12月 |
| 懷特克科學與藝術中心                  | 賓夕法尼亞州哈利斯堡                | 2009年1月  |
| 北卡羅萊納州水族館羅諾克島園區        | 北卡羅萊納州孟地歐                  | 2009年2月  |
| 史密森尼國家動物園                    | 華盛頓特區                          | 2009年2月  |
| 阿拉斯加州立博物館                    | 阿拉斯加州朱諾                      | 2009年3月  |
| 斯坦尼斯航天中心                      | 密西西比州漢考克                    | 2009年3月  |
| The Wildlife Experience               | 科羅拉多州帕克                      | 2009年4月  |
| 巴黎科學工業城                        | 法國巴黎                            | 2009年6月  |
| 奧勒岡科學與工業博物館                | 奧勒岡州波特蘭                      | 2009年6月  |
| Heureka，芬蘭科學中心                 | 芬蘭萬塔                            | 2009年8月  |
| 休士頓自然科學博物館                  | 德克薩斯州舒格蘭                    | 2009年9月  |
| 發現科學中心                          | 加利福尼亞州聖安娜                  | 2009年10月 |
| 挑戰者號太空科學教育中心              | 加利福尼亞州艾瓦特                  | 2010年1月  |
| 墨西哥自然歷史博物館                  | 墨西哥墨西哥市                      | 2010年1月  |
| 美國太空人名人堂                      | 佛羅里達州泰特斯維爾                | 2010年1月  |
| 北極閣氣象博物館                      | 中國南京                            | 2010年1月  |
| 法國太空城                            | 法國土魯斯                          | 2010年2月  |
| 丹佛自然科學博物館                    | 科羅拉多州丹佛                      | 2010年2月  |
| 雷斯角國家海濱                        | 加利福尼亞州雷斯角                  | 2010年4月  |
| 交通部中央氣象署                      | 台灣台北市                          | 2010年5月  |
| Bay Education Center                  | 德克薩斯州羅克波特                  | 2010年6月  |
| 氣候研究所                            | 墨西哥庫埃納瓦卡                    | 2010年7月  |
| 太平洋科學中心                        | 華盛頓州西雅圖                      | 2010年9月  |
| 丹維爾科學中心                        | 維吉尼亞州丹維爾                    | 2010年10月 |
| 倫敦科學博物館                        | 英國倫敦                            | 2010年11月 |
| 氣候研究所                            | 墨西哥奇爾潘辛戈                    | 2010年12月 |
| 氣候研究所                            | 墨西哥阿特拉科莫尔科                | 2010年12月 |
| 氣候研究所                            | 墨西哥Metepec                       | 2010年12月 |
| 氣候研究所                            | 墨西哥韋拉克魯斯州Casa de la Tierra | 2010年12月 |
| 氣候研究所                            | 墨西哥莫雷利亚Casa de la Tierra     | 2010年12月 |
| 維吉尼亞州科學博物館                  | 維吉尼亞州里士满                    | 2011年1月  |

## 外部連結
- 官方网站
- Facebook Fans Club （页面存档备份，存于）
- 球面科学展示系统（SOS）[永久]中國華南技術開發公司進出口分公司